# 콘도르 작전
콘도르 작전(스페인어: Operacion Condor)는 1975년 남아메리카 내 코노 수르 지역 정부의 공작원들이 자행한 암살과 첩보 등의 정치적 탄압 활동을 일컫는다. 활동이 은밀하게 진행된 탓에 콘도르 작전으로 목숨을 잃은 사람의 정확한 수는 알 수 없지만, 6만여명 혹은 그보다 더 많을 가능성이 있다.
콘도르 작전에 주요 가담자는 미국, 아르헨티나, 칠레, 우루과이, 파라과이, 볼리비아, 브라질 정부이며, 에콰도르와 페루도 주변적인 역할을 했다.

## 역사
1975년 11월 25일, 아르헨티나·볼리비아·칠레·파라과이·우루과이의 군사 첩보 기관의 지도자들이 산티아고에서 DINA(Direccion de Inteligencia Nacional, 칠레의 비밀경찰)의 우두머리 마누엘 콘트레라스와 만나 공식적으로 콘도르 작전을 결성했다. 하지만 1973년 칠레 쿠데타 전부터 여러 나라의 안보 부서는 "마르크스 혁명 세력을 제거"하기 위해 공조한 바 있었다. 1973년 9월 3일, 카라카스에서 열린 제5차 아메리카 군대 회의 중 브라질 군대의 수장 브레노 보르헤스 포르테스 장군은 "반란 세력에 대항하기 위해" 각국 기관이 "정보 교환을 확대"하자는 제안을 했다. 나아가 1974년 3월, 칠레, 우루과이, 볼리비아의 경찰 대표가 아르헨티나 반공주의자 동맹(AAA)을 창설한 바 있는 아르헨티나 연방 경찰국 부국장 알베르토 비야르와 만나 아르헨티나의 정치 망명자 수천 명의 "반란" 위협을 분쇄하기 위한 협조 지침을 이행하고자 했다. 1974년 8월 콘도르 작전의 첫 희생자인 볼리비아 난민들의 시신이 부에노스 아이레스의 쓰레기장에서 발견됐다.. '죽음의 부대'(2004년)의 저자인 프랑스 언론인 마리 모니크 로뱅에 따르면, 콘도르 작전은 프랑스 육군의 장학생이었던 아르헨티나 육군 첩보국 장교 리베로가 시작한 것이라고 한다. 1976년부터 칠레의 DINA와 아르헨티나 첩보국(SIDE)은 작전의 전위 부대였다.
1992년 12월 22일 파라과이 판사 호세 페르난데스가 아순시온 교외 람바레의 한 경찰서에 가서 과거 정치범의 파일을 찾음으로써 콘도르 작전에 관한 상당한 정보가 빛을 보게 되었다. 이 "공포의 문서"에는 라틴 아메리카 사람 수천명이 아르헨티나, 볼리비아, 브라질, 칠레, 파라과이, 우루과이의 정보 기관에 납치, 고문, 살해당한 사실이 소상하게 나왔다. 이들 나라 중 일부는 이 자료를 이용하여 과거 군사 장교들을 처벌하기도 했다. 이 문서에는 50,000명이 살해되고, 30,000명이 행방불명(desaparecidos)되고, 400,000명이 투옥된 것으로 나온다.
이 문서에 따르면 페루 등 다른 나라 코노 수르 나라의 정보 기관에 요청에 따라 첩보를 제공하여 협력하기도 했다. 페루는 1975년 11월 산티아고의 비밀 회합에 참가하지 않았지만, 여기에 연루된 증거가 있다. 가령 1980년 6월, 페루는 아르헨티나 601 정보대대와 협력해 리마에 망명중인 몬토네로스 일원들이 납치·고문·행방불명되는 데 협력했다. 또한 "공포의 문서"는 콜롬비아와 브라질도 이에 어느 정도 협력했음을 드러냈다.(루이스 포사다 카릴레스는 아마 오를란도 레텔리에르의 자동차 폭발을 명령한 회합에 참여한 듯 하다) 콜롬비아의 준군사조직 아메리카 반공 동맹(Alianza Americana Anticomunista)도 콘도르 작전에 협력한 것으로 의심된다. 브라질은 1976년 6월에 이 협정에 서명했지만 나중에 라틴 아메리카 바깥에서 활동하는 것은 거부했다.
냉전의 영향으로 일어난 콘도르 작전은 미국의 암묵적인 승인을 받았다. 1968년 미국의 로버트 W. 포터 장군은 "라틴 아메리카 국가간 혹은 내부에서 국내 안보 문제를 위해 협력하기 위해, 우리는 중앙 통제 명령 체계를 갖추어 합동으로 행동하고 함께 군대를 훈련하는 통합 조직을 지원하여 각 기관과 지역간의 협력을 육성하고자 노력하고 있다."고 말했다. 콘도르 작전은 이런 노력의 성과였다. 작전의 공식적인 목표는 무장 세력(MIR, ERP, 투파마로스 등)이었으나, 사실 모든 정치적 반대자와 그 가족과 여타 사람들도 그 대상이었다.
코스타리카, 캐나다, 프랑스, 영국, 에스파냐, 스웨덴과 더불어 멕시코는 이들 군사정권에서 도망친 여러 사람들을 받아들였다. 콘도르 작전은 1983년 아르헨티나 군사정권이 무너지면서 공식적으로 끝났다.

## 같이 보기
- 더러운 전쟁
- 과테말라 내전
- 콘트라 반군
- 도미노 이론
- 먼로주의
- 군사정보보안국